# 越战主题电影
越战主题电影，是以越南战争为背景或者直接描述越南战争的影片的统称。由于越南战争是二战以后世界上持续时间最长，规模最大的战争，因此对全球的政治格局与文化思想都造成了巨大的冲击。在电影上，也产生了一股反思越战的潮流。尤其以美国电影为主，其中诞生了不少著名影片，如《猎鹿人》、《野战排》等。除去《綠色貝雷帽》等极少数影片外，多数作品对于越战持否定或者批判的态度。
越战影片的主要类型分为直接描述战争和描述战后退役士兵等两类。美国著名影星史泰隆主演的《第一滴血》就是一部典型的反映战后士兵精神状态及心理创伤的经典电影。该片虽然没有直接描写越南战争的任何画面，但是却让观众间接地感受到了越南战争的残酷性以及战后美国社会对于越战老兵的冷酷态度，引起了社会对这类问题的关注。

## 越战主题电影列表
（未注明国家者均为美国电影）

### 1960年代
- 杀死一个男人（To Kill A Man，1964年）
- 动乱的越南（動乱のベトナム，1965年，日本）
- 越南前线（1965年，越南）
- 远离越南（Far from Vietnam Loin du Viet-nam，1967年，法国）
- 越南大戰（The Green Berets，1968年）
- 这就是越战！（1968年，日本）
- 直面战争（A Face of War，1968年）

### 1970年代
- 戰場正常不正常（德语：o.k. (Film)）（1970年，西德）
- 請把這裡當作家鄉（Xin nhận nơi này làm quê hương，1970年，越南共和國）
- 無面情人（Người tình không chân dung，1971年，越南共和國）
- 紫色地平線（Chân trời tím，1971年，越南共和國）
- 昨日重现（Chained to Yesterday，1972年）
- 欢迎你回来，孩子（Welcome Home Soldier Boys，1972年）
- 心灵与智慧（Hearts and Minds，1974年）
- 越战残酷史（ベトナム戦争残虐史，1975年，日本）
- 英雄（Heroes，1977年）
- 晴天霹雳（Rolling Thunder，1977年）
- 返乡（Coming Home，1978年）
- 越战突击队（Go Tell the Spartans，1978年）
- 狼人部队（Dog Soldiers，1978年）
- 猎鹿人（The Deer Hunter，1978年）
- 现代启示录（Apocalypse Now，1979年）
- 男人战场（The Odd Angry Shot，1979年，澳大利亚）
- 來客（1978年）

### 1980年代
- 无人的荒野（1980年，越南）
- 别哭，这只是打雷（Don't Cry, It's Only Thunder，1981年）
- 胡越的故事（The Story of Woo Viet，1981年）

- 投奔怒海（Boat People，1982年）

- 第一滴血（First Blood，1982年）
- 墙（The Wall，1982年）
- 长驱直入（Uncommon Valor，1983年）
- 北极光（Streamers，1983年）
- 北越歸來（Missing in Action，1984年）
- 鸟人（Birdy，1984年）
- 杀戮战场（Raiders of the Doomed Kingdom，1985年，泰國）
- 北越歸來2 (Missing in Action 2: The Beginning，1985年)
- Strike Commando，1986年，意大利
- 前進高棉（Platoon，1986年）
- 汉堡高地（Hamburger Hill，1987年）
- 金甲部隊（Full Metal Jacket，1987年）
- 早安越南（Good Morning Vietnam，1987年）
- 西贡（Saigon，1987年）
- 西贡突击队（Saigon Commandos，1987年）
- 越南家书（Dear America:Letters Home From Vietnam，1987年）
- 石花园（Gardens of Stone，1987年）
- 霹雳神兵（Tour of Duty，1987年）
- 幽幻战士（Phantom Soldiers，1987年，意大利）
- 東方禿鷹（Eastern Condors，1987年，香港）
- 血色战报（84 Charlie Mopic，1988年）
- 再见越南（Braddock: Missing in Action III ，1988年，意大利）
- 野狼呼叫21（Bat*21，1988年10月21日）
- 血灑高棉（英语：Platoon Leader (film)）（Platoon Leader，1988年10月）
- 搶救終極大兵（The Siege of Firebase Gloria，1989年1月27日）
- 續進高棉（英语：The Iron Triangle (film)）（The Iron Triangle，1989年）
- 生于七月四日，又譯為七月四日诞生（Born on the Fourth of July，1989年）
- 越战创伤（Casualties of War，1989年8月18日）
- 英雄本色3：夕陽之歌（A Better Tomorrow 3: Love & Death in Saigon，1989年，香港）

### 1990年代
- 喋血街頭（Bullet in the Head，1990年，香港）
- 突击战士（Flight of the Intruder，1990年）
- 异世浮生（英语：Jacob's Ladder (1990 film)）（Jacob's Ladder，1990年）
- 霹雳战将（Last Stand at Lang Mei Eye of the Eagle，1990年）
- 白色戰爭（하얀 전쟁，1992年，韩国）
- 天与地（Heaven & Earth，1993年）
- 阿甘正传（Forrest Gump，1994年）
- 越南的小达（ベトナムのダーちゃん，1994年，日本）
- 飛象計畫（Operation Dumbo Drop，1995年）
- 家中的战争（英语：The War at Home (1996 film)）（The War at Home，1996年）

### 2000年代
- 猛虎島（Tigerland，2000年）
- 沉静的美国人（The Quiet American，2002年）
- 勇士們（We Were Soldiers，2002年）
- R高地（朝鲜语：알포인트）（알 포인트，2004年，韓國）
- 解放西贡（Giải phóng Sài Gòn，2005年，越南）
- 重见天日（Rescue Dawn，2006年）
- 開麥拉驚魂（Tropic Thunder，2008年）
- 亂世玫瑰（님은 먼곳에，2008年，韓國）

### 2010年代
- 在越南最後的日子（Last Days in Vietnam，2014年）
- 人間中毒（인간중독，2014年，韓國）
- 郵報：密戰（The Post，2017年）
- 精靈的尺寸（TNhững cánh én đầu tiên，2019年，越南）
- 108悍將（Danger Close，2019年，澳洲）
- 鋼鐵勳章（The Last Full Measure，2019年）

### 2020年代
- 誓血五人組（Da 5 Bloods，2020年）
- 在前線乾杯（The Greatest Beer Run Ever，2022年）
- 火線埋伏（英语：Ambush (2023 film)）（Ambush，2023年）